# NEC µPD780C

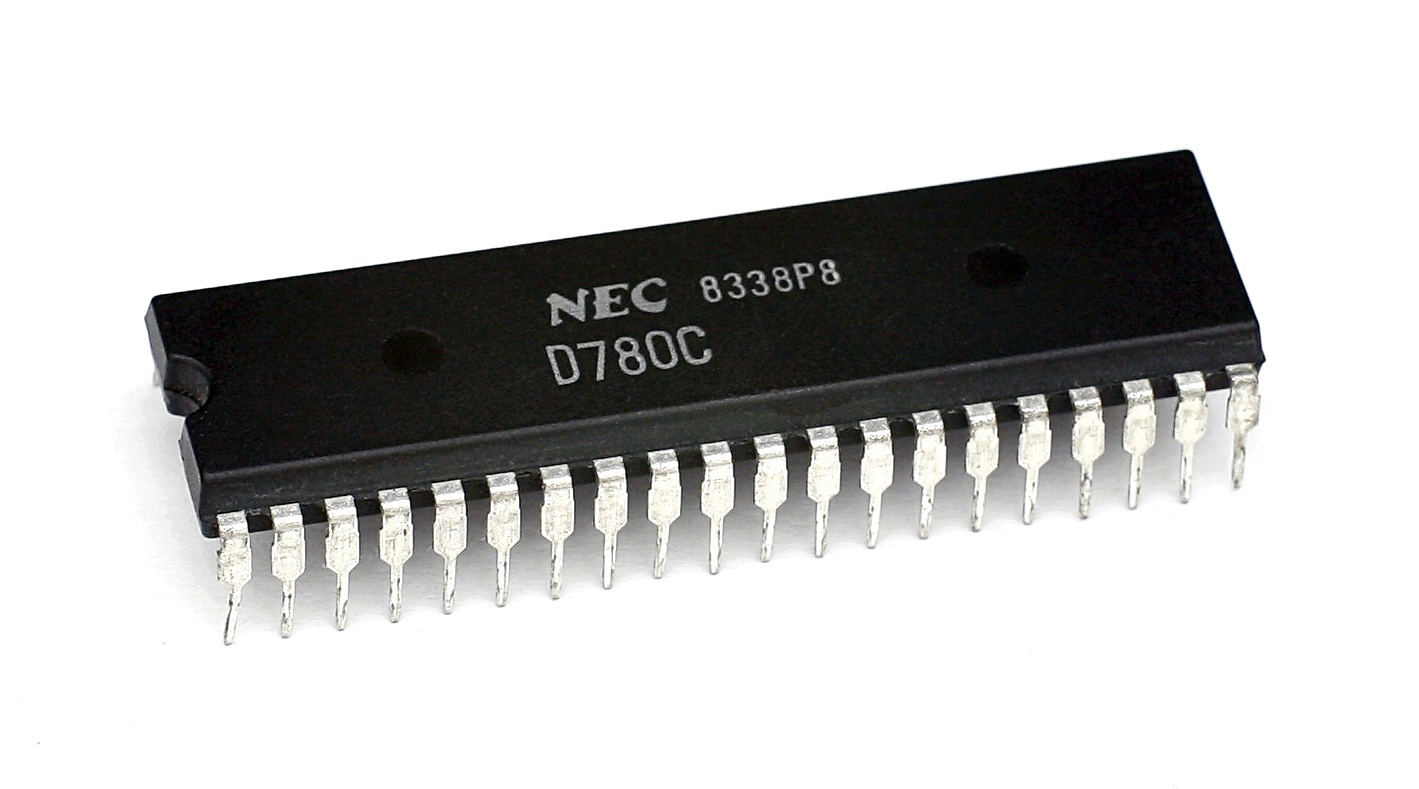
Il uPD780C di NEC.

Il NEC µPD780C è un Microprocessore, prodotto da NEC, pienamente compatibile con la versione originale dello Zilog Z80 con tecnologia NMOS. Fa parte della Serie NEC μCOM-82; esistono 3 modelli: il μPD780C corrisponde allo Z80 originale (max. 2,5 MHz), il μPD780C-1 corrisponde allo Z80A (max. 4 MHz) e il μPD780C-2 allo Z80B (max. 6 MHz).
La compatibilità comprendeva anche le istruzioni in linguaggio macchina (opcode) non documentate.
Il NEC µPD780C era impiegato all'interno degli home computer Sinclair ZX80, ZX81 e ZX Spectrum. 
Era anche presente all'interno di alcuni modelli di computer MSX e di alcune tastiere musicali come la Oberheim OB-8.

## Elenco non completo delle applicazioni
- Mattel Aquarius
- Canon V-8 MSX
- Canon V-10 MSX
- Canon V-20 MSX
- Canon V-25 MSX2
- Canon V-30 MSX2
- Sega/Yeno SC 3000/3000H
- Sega SG-1000
- Sega SG-1000 Mark II
- Sega Master System
- LAMBDA 8300
- Sinclair ZX80
- Sinclair ZX81
- Sinclair ZX Spectrum
- Timex Sinclair 1000
- Bandai Super Vision 8000
- NEC PC-8000
- NEC PC-6001
- NEC PC-6601
- NEC PC-8801
- Casio PV-1000